# 8971 Leucocephala
A 8971 Leucocephala (ideiglenes jelöléssel 2256 T-2) a Naprendszer kisbolygóövében található aszteroida. Cornelis Johannes van Houten, Ingrid van Houten-Groeneveld és Tom Gehrels fedezte fel 1973. szeptember 29-én.